# 近衛歩兵第3連隊
近衛歩兵第3連隊（このえほへいだい3れんたい、近衛歩兵第三聯隊）は、大日本帝国陸軍の連隊のひとつ。

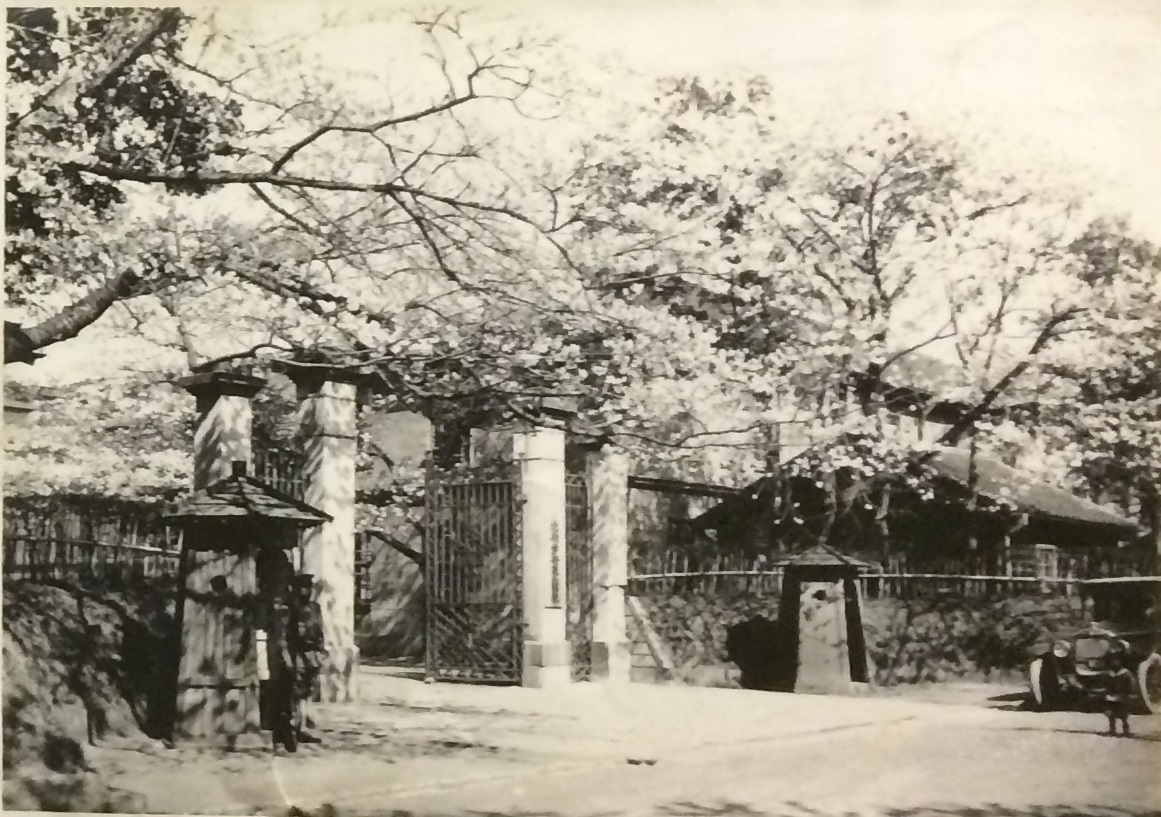
近衛歩兵第三連隊営門

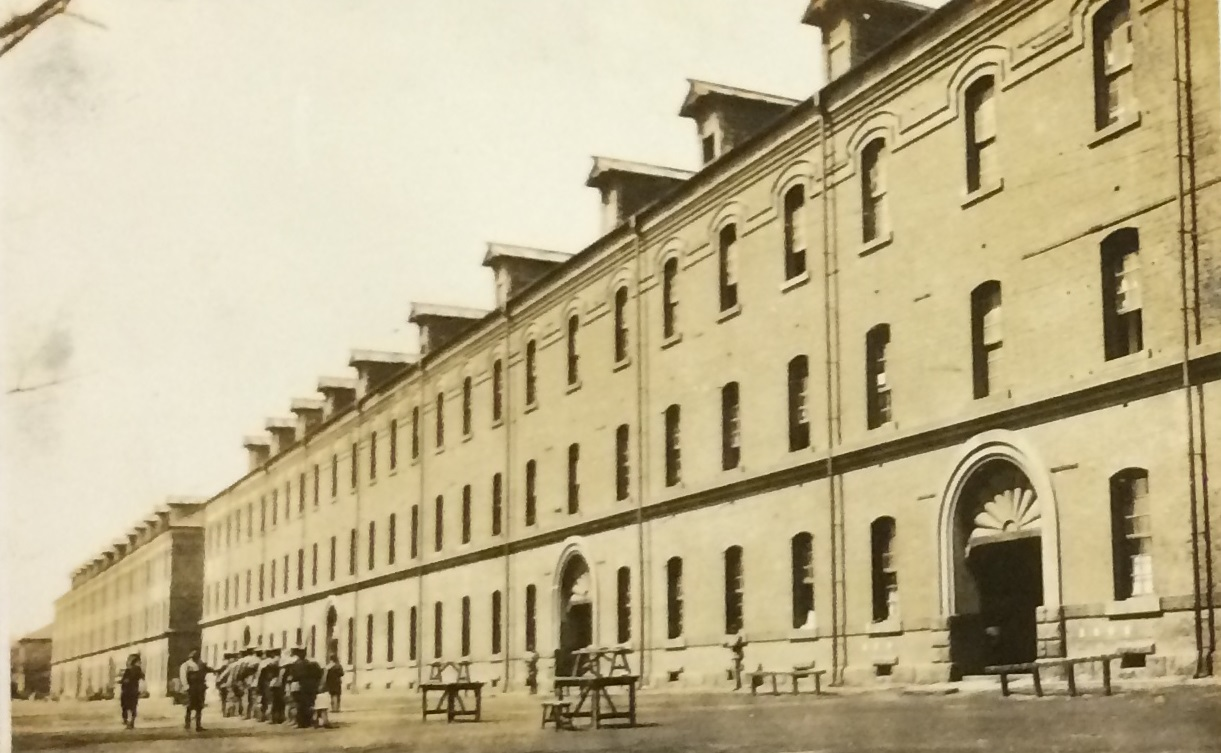
近衛歩兵第三連隊兵舎

## 沿革
- 1885年（明治18年）

7月10日 - 第1と第2大隊が編成完結。
10月27日 - 日比谷練兵所（現・日比谷公園）にて軍旗拝受。
- 1891年（明治24年）12月 - 近衛師団創設。
- 1893年（明治26年） - 兵営、霞が関から赤坂区一ツ木町（現:赤坂サカス）に移転。
- 1894年（明治27年） - 日清戦争に従軍、台湾平定。
- 1904年（明治37年）2月7日 - 日露戦争動員命令、主要会戦に参加。特に遼陽会戦においては第1大隊長三好兵介少佐以下637名の死傷者を出す激戦を経験し、また奉天会戦では敵軍を潰乱させ軍旗を鹵獲する手柄を挙げた。
- 1936年（昭和11年）2月26日 - 二・二六事件。
- 1940年（昭和15年）

6月 - 動員下令、漢口作戦や広東作戦に参加する。
広東省中山県に駐留中に馬匹編制から自動車編制に変わる、自動車約80台と自転車3000台から成る。
- 1942年（昭和17年）

1月 - 仏印サイゴンに駐屯、第3大隊を基幹にシンガポールの戦いに参加する。
3月3日 - シンガポールから北部スマトラ島の平定作戦を開始。
- 1943年（昭和18年） - 第1大隊をスマトラに残し、連隊主力はアンダマン諸島に移駐するもスマトラに復帰。
- 1945年（昭和20年）

8月15日 - 終戦。本連隊はオランダ陸軍に降伏するように指示される。
9月12日 - スマトラ島ビルーン（現・インドネシア共和国アチェ州ビルン県）にて軍旗を奉焼し、本連隊は終焉した。

## 歴代連隊長
| 代 | 氏名           | 在任期間               | 備考                   |
| -- | -------------- | ---------------------- | ---------------------- |
| 1  | 立見尚文       | 1885.5.26 - 1889.3.12  | 中佐、1887.11大佐      |
| 2  | 大島久直       | 1889.3.12 - 1890.6.13  |                        |
| 3  | 伊瀬知好成     | 1890.6.13 -            |                        |
| 4  | 中岡祐保       | 1894.7.31 - 1895.9.4   | 死去                   |
| 5  | 伊崎良煕       | 1895.9.16 - 1896.9.25  | 中佐                   |
| 6  | 福島庸智       | 1896.9.25 -            |                        |
| 7  | 神尾光臣       | 1897.10.11 - 1899.2.7  |                        |
| 8  | 吉田清一       | 1899.2.7 - 1901.11.3   |                        |
| 9  | 小原芳次郎     | 1901.11.3 - 1904.10.13 |                        |
| 10 | 志波今朝一     | 1904.10.23 - 1905.4.9  | 中佐                   |
| 11 | 柳下重勝       | 1905.5.9 -             | 中佐                   |
| 12 | 橋本勝太郎     | 1906.2.10 - 1907.11.13 | 中佐、1906.12.大佐     |
| 13 | 山田隆一       | 1907.11.13 - 1909.8.1  |                        |
| 14 | 柴勝三郎       | 1909.8.1 - 1910.11.30  |                        |
| 15 | 竹内武         | 1910.11.30 - 1912.2.18 |                        |
| 16 | 蟻川五郎作     | 1912.2.18 - 1913.2.24  |                        |
| 17 | 児島惣次郎     | 1913.2.24 - 1914.8.8   |                        |
| 18 | 中屋則哲       | 1914.8.10 - 1915.8.10  |                        |
| 19 | 大内義一       | 1915.8.10 - 1917.8.6   |                        |
| 20 | 井戸川辰三     | 1917.8.6 -             |                        |
| 21 | 村井多吉郎     | 1918.7.24 -            |                        |
| 22 | 寺内寿一       | 1919.7.25 -            | 後第24代陸軍大臣、元帥 |
| 23 | 水町竹三       | 1922.1.10 -            |                        |
| 24 | 二宮治重       | 1923.3.17 -            |                        |
| 25 | 清水喜重       | 1925.5.1 -             |                        |
| 26 | 蜂須賀喜信     | 1926.12.22 -           |                        |
| 27 | 東久邇宮稔彦王 | 1928.8.10 -            | 後第43代内閣総理大臣   |
| 28 | 松田国三       | 1929.12.10 -           |                        |
| 29 | 奥保夫         | 1932.8.8 -             |                        |
| 30 | 園山光蔵       | 1935.3.15 - 1936.3.28  |                        |
| 31 | 井上政吉       | 1936.3.28 -            |                        |
| 32 | 森岡皐         | 1937.3.1 -             |                        |
| 33 | 飯田泰次郎     | 1938.3.1 -             |                        |
| 34 | 小林隆         | 1939.3.9 -             |                        |
| 35 | 生沼吉郎       | 1940.5.11 -            |                        |
| 末 | 藤岡政義       | 1942.8.1 -             |                        |

## 跡地
港区赤坂一ツ木町（現・赤坂5丁目）の本営跡は戦後、ラジオ東京（現・TBSホールディングス）がテレビ（KRT）のスタジオおよび送信所用地とすることを目指して取得。1955年（昭和30年）の開局と同時にテレビ電波を発射する送信所も設置された。
1961年（昭和36年）、TBS本館が完成。千代田区有楽町の毎日新聞東京本社内（現・新有楽町ビルヂング）にあったラジオの演奏所も赤坂に集約された。以来現在に至るまで、TBSテレビ・ラジオの総本拠として使用される。
1994年（平成6年）、TBS放送センターが完成。赤坂メディアビルは2003年まで使われた後、赤坂Bizタワーが建てられてTBSグループの不動産事業における収益源となっている。